# Edward Tegla Davies
Edward Tegla Davies (31 mai 1880 - 9 octobre 1967) est écrivain de langue galloise. Auteur de plusieurs livres en gallois, il est l'un des auteurs gallois les plus populaires de son époque, appelé « Tegla » par tout le monde. Il est né au village de Llandegla-yn-Iâl, comté de Denbighshire, et y passe de sa jeunesse. Il devient pasteur méthodiste.
Son œuvre montre une imagination très vive, voire surréaliste, et une profonde sympathie pour la condition humaine, surtout à l'égard des enfants. Son meilleur roman est Gŵr Pen y Bryn (« Le Maître de Pen y Bryn »).

### Contes
- Hunangofiant Tomi (Bangor, 1912)
- Tir y Dyneddon (Cardiff, 1921)
- Nedw (Wrexham, 1922)
- Rhys Llwyd y Lleuad (Wrexham, 1925)
- Hen Ffrindiau (Wrexham, 1927)
- Y Doctor Bach (Wrexham, 1930)
- Y Llwybr Arian (Wrexham, 1934
- Stori Sam (1938)

### Romans et autres livres
- Gŵr Pen y Bryn (Wrexham, 1923). Roman.
- Gyda'r Glannau (Llandybïe, 1941). Roman.
- Rhyfedd o Fyd (1950). Essai.
- Y Foel Faen (Liverpool, 1951). Essai.
- Gyda'r Blynyddoedd (1951). Essai autobiographique.
- Ar Ddisberod (1954). Essai.
- Yr Hen Gwpan Cymun (1961). Essai.